# Simon Beer
Simon Beer (* 11. Oktober 1964 in Zürich) ist ein Schweizer Konzeptkünstler (Installation, Mixed Media, Performance).

## Leben
Von 1980 bis 1984 absolvierte Simon Beer eine Lehre als Maschinenmechaniker. Im Anschluss daran besuchte er die Kantonale Maturitätsschule für Erwachsene (Zürich). Von 1988 bis 1992 war er Kunststudent an der F+F Schule für experimentelle Gestaltung Zürich, die er bei Gerhard Johann Lischka abschloss.
1990 begann seine Ausstellungstätigkeit mit Einzel- und Gruppenausstellungen im In- und Ausland sowie Installationen im öffentlichen Raum. Die wichtigsten fanden im Espace d’Art Contemporain Paris (EDAC), der Kunsthalle Winterthur, 1999 im Suermondt-Ludwig-Museum Aachen und im Städtischen Museum Abteiberg Mönchengladbach statt.
Er erhielt diverse Stipendien, unter anderem 1993 ein Stipendium für bildende Kunst der Stadt Zürich mit Atelieraufenthalt in Paris und im gleichen Jahr ein Atelierstipendium des Kantons Zürich für Paris. 1999 erhielt er ein Werkjahr der Steo-Stiftung, Küssnacht und im Jahre 2003 ein Werkjahr der UBS-Kulturstiftung. Seit 2004 betreibt er mit der Kunsthistorikerin Esther Maria Jungo eine Agentur für integrierte Kommunikation und Kunst in Zürich. Bis heute liegt Simon Beers aktivste Zeit hinsichtlich Werk und Rezeption in den 1990er- bis frühen 2000er-Jahren. Er lebt und arbeitet in Zürich und Bordeaux.

## Ausstellungen

### Museen/Kunsthallen (Auswahl)
- 2022: Museum Abteiberg, Mönchengladbach
- 2021: Kunsthaus Interlaken
- 2019: Hôtel de Ville d’Hiver, Arcachon
- 2018: Museum Baviera Zürich
- 2017: Whispering Woods – Der Wald in der zeitgenössischen Kunst. Ausstellungsbeteiligung: Forum Schlossplatz Aarau[1]
- 2014: E-Werk, Freiburg im Breisgau / Reiss-Engelhorn Museen, Mannheim
- 2013: Städtische Galerie Bietigheim-Bissingen (Stuttgart)
- 2012: Centre d‘Art Contemporain Meymac / Helmhaus Zürich / Kunsthaus Deutschvilla, Strobl / Galerie Anne Barrault, Paris
- 2011: Malzfabrik Berlin
- 2008: Museum Baviera Zürich
- 2006: Museum für Angewandte Kunst Frankfurt am Main
- 2004: Museum Abteiberg, Mönchengladbach
- 2002: Kunstverein Heidelberg
- 1999: Suermondt Ludwig Museum, Aachen / Museum am Abteiberg, Mönchengladbach
- 1998: Kunstverein Kärnten, Klagenfurt
- 1996: FRAC Haute Normandie / Espace d’Art Contemporain, Paris / Kunsthalle Winterthur
- 1995: Kunsthalle Wil
- 1994: Espace d'art contemporain, Lausanne / Helmhaus Zürich
- 1993: Kunsthalle Palazzo, Liestal / Kunsthaus Glarus
- 1992: Kunsthalle Bern
- 1991: Shedhalle Rote Fabrik, Zürich

### Arbeiten im öffentlichen Raum (Auswahl)
- 2019: Château d'Arsac, Arsac (F)
- 2018: Château de Losmonerie, Aixe-sur-Vienne/Limoges (F) / BadRagartz Skulptur-Triennale, Bad Ragaz (CH)
- 2015: Art en plein air 2015, Môtiers (CH)
- 2012: Echigo Tsumari Art Triennal, Nigata (JP)
- 2011: Art en plein air Môtiers
- 2006: Echigo Tsumari Art Triennal, Nigata (JP)
- 2004: Kunsthalle Palazzo, Liestal
- 2003: Art en plein air 03, Môtiers
- 2002: Worldcup 2002, Shizuoku (JP)
- 2000: Echigo Tsumari Art Triennal, Nigata (JP)
- 1996: Biennale de la sculpture, Vernier GE
- 1994: In Vitro, Genève / Lav‘Club, Paris / Centre d‘Art Contemporain Martigny

### Performances (Auswahl)
- 2012: Adventus in Meymac – Die Reise (CH/F)
- 2004: Museum Abteiberg, Mönchengladbach
- 2002: Fattoria La Loggia, Montefiridolfi (I)
- 2001: «The making of... II», Nigata (JP)
- 2000: «The making of... I», Nigata (JP) / Art Fair, Frankfurt
- 1998: Künstlerhaus Mousonturm, Frankfurt
- 1997: Muthesius Hochschule, Kiel
- 1994: Maison de Prieur, Romainmôtier
- 1993: Gottlieb Duttweiler-Institut, Rüschlikon ZH
- 1992: Moltkerei-Werkstatt, Köln / Gmünder-Kunstverein, Schwäbisch Gmünd* 2022: Museum Abteiberg, Mönchengladbach
- 2021: Kunsthaus Interlaken
- 2019: Hôtel de Ville d'Hiver, Arcachon
- 2018: Museum Baviera Zürich
- 2017: Whispering Woods – Der Wald in der zeitgenössischen Kunst. Ausstellungsbeteiligung: Forum Schlossplatz Aarau[2]
- 2014: E-Werk, Freiburg im Breisgau / Reiss-Engelhorn Museen, Mannheim
- 2013: Städtische Galerie Bietigheim-Bissingen (Stuttgart)
- 2012: Centre d‘Art Contemporain Meymac / Helmhaus Zürich / Kunsthaus Deutschvilla, Strobl / Galerie Anne Barrault, Paris
- 2011: Malzfabrik Berlin
- 2008: Museum Baviera Zürich
- 2006: Museum für Angewandte Kunst Frankfurt am Main
- 2004: Museum Abteiberg, Mönchengladbach
- 2002: Kunstverein Heidelberg
- 1999: Suermondt Ludwig Museum, Aachen / Museum am Abteiberg, Mönchengladbach
- 1998: Kunstverein Kärnten, Klagenfurt
- 1996: FRAC Haute Normandie / Espace d’Art Contemporain, Paris / Kunsthalle Winterthur
- 1995: Kunsthalle Wil
- 1994: Espace d'art contemporain, Lausanne / Helmhaus Zürich
- 1993: Kunsthalle Palazzo, Liestal / Kunsthaus Glarus
- 1992: Kunsthalle Bern
- 1991: Shedhalle Rote Fabrik, Zürich

### Arbeiten im öffentlichen Raum (Auswahl)
- 2019: Château d'Arsac, Arsac (F)
- 2018: Château de Losmonerie, Aixe-sur-Vienne/Limoges (F) / BadRagartz Skulptur-Triennale, Bad Ragaz (CH)
- 2015: Art en plein air 2015, Môtiers (CH)
- 2012: Echigo Tsumari Art Triennal, Nigata (JP)
- 2011: Art en plein air Môtiers
- 2006: Echigo Tsumari Art Triennal, Nigata (JP)
- 2004: Kunsthalle Palazzo, Liestal
- 2003: Art en plein air 03, Môtiers
- 2002: Worldcup 2002, Shizuoku (JP)
- 2000: Echigo Tsumari Art Triennal, Nigata (JP)
- 1996: Biennale de la sculpture, Vernier GE
- 1994: In Vitro, Genève / Lav‘Club, Paris / Centre d‘Art Contemporain Martigny

### Performances (Auswahl)
- 2012: Adventus in Meymac – Die Reise (CH/F)
- 2004: Museum Abteiberg, Mönchengladbach
- 2002: Fattoria La Loggia, Montefiridolfi (I)
- 2001: «The making of... II», Nigata (JP)
- 2000: «The making of... I», Nigata (JP) / Art Fair, Frankfurt
- 1998: Künstlerhaus Mousonturm, Frankfurt
- 1997: Muthesius Hochschule, Kiel
- 1994: Maison de Prieur, Romainmôtier
- 1993: Gottlieb Duttweiler-Institut, Rüschlikon ZH
- 1992: Moltkerei-Werkstatt, Köln / Gmünder-Kunstverein, Schwäbisch Gmünd

## Werke (in öffentlichen Sammlungen)
- Aachen, Suermondt-Ludwig-Museum;
- Bern, Schweizerische Landesbibliothek;
- Frankfurt am Main, Museum für Angewandte Kunst;
- Mönchengladbach, Städtisches Museum Abteiberg;
- Nigata (J), Echigo Tsumari Art Triennal, Carpe Diem II, 2000;
- Puteaux (F), Fonds National d’Art Contemporain (FNAC);
- Shizouku (J), Worldcup 2002, Paradise is exactly where you are now II, 2001;
- Zürich, Museum Baviera;
- Zürich, Migros Museum für Gegenwartskunst.

## Publikationen (Auswahl)
- Kunstlexikon Artists of the World, DeGruyter, (ANB II, 2007, 393)
- Dear Diary, 2023, Mit einem Text von Ulrich Schneider in englischer Sprache, ISBN 978-3-033-09724-7
- Quelqu'un qui s'occupe de moi, 2019, Mit einem Text von Françoise Bousquet in französischer Sprache, ISBN 978-3-033-07321-0
- Môtiers – Art en plein air Trente ans: regards et anecdotes, 2017, Pierre-André Delachaux, ISBN 978-2-88930-152-2
- Art Place Japan, 2015, Fram Kitagawa, ISBN 978-1-61689-424-5
- Môtiers 2015 – Art en plein air, 2015, Pierre-André Delachaux, Katalog
- ArtBox International, 2015, Contemporary Art vol. 24 / Japan, ISBN 978-4-87298-899-4
- Gnade, 2014, Isabelle von Marschall, Kunstpreis der Erzdiözese Freiburg, Ausstellungskatalog, ISBN 978-3-86828-570-3
- Von Tagebuch bis Weblog, 2013, Isabell Schenk-Weininger, Tägliche Strategien in der Gegenwartskunst, Ausstellungskatalog ISBN 978-3-927877-81-8
- Adventus in Meymac, 2012, Mit einem Text von Jean-Paul Blanchet in französischer Sprache ISBN 978-3-033-03764-9
- Môtiers 2011 – Art en plein air, 2011, Pierre-André Delachaux, Katalog
- Kunst der Gegenwart 1960 bis 2007. Städtisches Museum Abteiberg, 2007, Hannelore Kersting, Bestandskatalog, ISBN 978-3-924039-55-4
- Le souvenir (Katalog), Museum für Angewandte Kunst Frankfurt, 2006, Anke Volkmer, ISBN 3-87909-892-1
- Public Art Japan + Pratice, 2003, Mami Tanigawa, ISBN 7-5323-7197-2
- Der Berg (Katalog) 2002, Dr. Hans Gercke (Hrsg.), ISBN 3-933257-98-0
- Echigo Tsumari Art Triennal (Katalog) 2000, Fram Kitagawa (Hrsg.), Prof. Dr. Ulrich Schneider, ISBN 4-7738-0108-5
- Kunstforum Bd. 148 Feb./Mai 2000, Helga Meister
- Neue Zürcher Zeitung 2000, Roman Bucheli
- Museum am Abteiberg, Mönchengladbach, 1999, Hannelore Kersting, Museumspublikation
- Sacra conversazione, Schwabe, Basel, 1999, Simon Beer (Hrsg.), ISBN 2-906422-18-5, Suermondt Ludwig Museum, Aachen
- Kunstforum Bd. 136 Feb./Mai 1997, Aurel Schmidt
- Frac Haute Normandie (Katalog) 1996, Alexandra Midal, ISBN 2-906422-18-5
- Tages-Anzeiger Züri-Tip Aug. 1996, Martin Kraft
- EDAC – Paris und Kunsthalle Winterthur, (Katalog) 1996, E. J. Jungo, Ami Barak, Olivier Zahm, Mairie de Paris, SEMPAP No. 68523
- Kunstbulletin No. 4 1995, Betty Stocker
- Kunsthalle Wil, 1995 (Katalog), Frank Nievergelt
- Molkerei Werkstatt, Projekte 1981–1994, 1995, ISBN 3-923167-14-8
- Kunsthaus Glarus, «A la recherche du temps présent» (Katalog) 1993, Gabrielle Boller, ISBN 3-7965-0957-6
- Kunstbulletin No. 4 1993, Gabrielle Boller
- Kunsthalle Palazzo, 1993, Hedwig Graber, ISBN 3-9520079-8-6
- ArteFactum Belgien Dezember 1992, Gabrielle Boller
- Performance Art Netzwerk Bern 1992, Norbert Klassen, ISBN 3-7165-0828-4
- F+F-Kunstschule (25 Jahre) Zürich 1991, G. J. Lischka Hrsg., ISBN 3-7165-0809-8
- Artis Februar 1991, Gabrielle Boller
- Kunstforum Bd. 112, März/April 1991, Thomas Wulffen
- Tages-Anzeiger Züri-Tip Nov. 1990, Caroline Kesser